# 熊克武
熊 克武（ゆう こくぶ）は清末、中華民国、中華人民共和国の軍人。中華民国時代における川軍（四川軍）の指導者の1人で、主に南方政府（護法軍政府）に与した。字は錦帆。祖籍は湖南省麻陽県（現在の懐化市麻陽ミャオ族自治県）。

## 事跡

### 革命派としての活動
医者の家庭に生まれ、初めは学問を志した。しかし1903年（光緒29年）、四川東文学堂に入学した。この時、戴季陶ら後に民国時代に活躍する政治家・軍人たちと多く知り合っている。
同年冬、叔父の資金援助により日本へ留学する。大成尋常中学校を経て、東斌学堂で軍事を学んだ。東京にいた間に、熊克武は孫文と知り合い、1905年（光緒31年）8月の中国同盟会結成に関与した。同年12月に帰国すると、黄興など同盟会の同志たちと連携をとりながら、四川・広東など各地で反清蜂起を画策している。
1912年（民国元年）1月、熊克武は、重慶で成立した蜀軍政府で黄興の推薦により軍総司令に就任した。3月には蜀軍政府第1師師長に任命されている。4月、成都で成立していた四川軍政府に蜀軍政府が合流すると、熊は四川陸軍第5師師長として重慶に引き続き駐屯した。
1913年（民国2年）7月、二次革命（第二革命）が勃発すると、熊は楊庶堪ら同志と共に反袁世凱の蜂起を行った。しかし9月、四川都督胡景伊に敗れた。熊は日本へ亡命し、さらに南洋へ出て革命資金の募集に従事した。1915年（民国4年）12月、帰国して護国戦争（第三革命）に参加し、蔡鍔率いる護国軍第1軍に随って四川に戻った。1916年（民国5年）6月に袁が死去すると、四川督軍となった蔡により、熊は川軍第5師師長兼重慶鎮守使に任命された。

### 四川統治権の争奪
1917年（民国6年）7月、孫文が護法運動を開始すると、同年12月に熊克武もこれを支持している。1918年（民国7年）1月に四川靖国軍総司令に就任した。熊は北京政府側の四川督軍劉存厚との戦いを開始する。2月25日には、成都を攻略して、劉を駆逐した。
しかし、四川の統治権を得た熊は、次第に他の川軍同僚たちを抑圧し、自身の権力の拡充に走り始めた。1920年（民国9年）5月、呂超ら不満を抱いた川軍軍人が、雲南省の唐継尭の支援を受け、熊に挑戦してきた。熊は不利な状況となったため、陝西省南部に拠っていた劉と和解する。これにより、呂と滇軍（雲南軍、雲南派）を四川省から駆逐した。
同年12月、熊克武、劉存厚ら川軍軍人たちは、「四川自治」を宣言し、北京政府にも南京政府にも与しないとした。しかし、まもなく川軍軍人間で内紛が発生し、北京政府と通じた劉存厚を、熊は再び四川省から駆逐してしまう。さらに、1921年（民国10年）7月に、熊は湖北省の呉佩孚を攻撃したが、敗北を喫した。
1924年（民国13年）1月、熊は中国国民党第1回代表大会で中央執行委員に選ばれ、国民党側への旗幟を鮮明にした。しかし、熊は北京政府の支援を受けた川軍軍人たちとの戦いに敗れる。同年4月、四川省から逃走して、湖南省常徳に逃れた。

### 失脚、晩年
1925年（民国14年）3月、熊克武は軍を率いて広東へ向かい、9月に広州に到着した。しかし、汪兆銘と蔣介石は、熊が陳炯明と結んで広東軍政府転覆を謀ったとの罪名により、熊を収監し、その軍を没収した。これにより熊は、事実上、軍事・政治の舞台から退場することになる。
1927年（民国16年）3月末にようやく釈放された。その後、国民政府委員に任命されたものの、むしろ四川省の名士として社会的活動に多く従事した。中華人民共和国建国後も大陸に留まり、西南軍政委員会副主席、全国政治協商会議委員、全国人民代表大会常務委員、中国国民党革命委員会（民革）中央副主席などをつとめた。
1970年9月2日、北京で病没。享年86（満84歳）。